# Ventania avellanedae
Ventania avellanedae es una especie de molusco gastrópodo terrestre pulmonado, la única integrante del género Ventania, incluido en la familia de los odontostómidos. Habitan en estepas y matorrales en ambientes serranos en el centro-este del Cono Sur de Sudamérica.

## Taxonomía
Descripción original
Ventania avellanedae fue descrita originalmente en el año 1881 por el zoólogo, químico y geólogo germano - argentino Adolfo Doering, con el nombre científico de Eudioptus avellanedae.
El género Ventania fue descrito originalmente en el año 1940 por el zoólogo Juan José Parodiz.
Etimología
Etimológicamente el término genérico Ventania es un topónimo que refiere a la región donde habita este caracol: las sierras de Ventania.
El epíteto específico avellanedae es un epónimo que refiere al apellido de la persona a la cual fue dedicada, Nicolás Avellaneda, quien fue presidente de la Argentina en la segunda mitad del siglo XIX.
Localidad tipo
Su descriptor afirmó que habita en ‘‘rocas cuarcíticas de la Sierra de Currumalan [Cura Malal]’’ y en ‘‘cerros o promontorios de la Sierra de la Ventana, cerca del Fuerte Argentino’’, es decir, 19 km al oeste de la ciudad de Tornquist, en el camino que une las rutas nacional y provincial 33 y 76 respectivamente, a orillas del río Sauce Chico.

## Distribución y hábitat
Ventania avellanedae es endémica del sistema de las sierras de Ventania, un conjunto montañoso  situado al sudoeste de la provincia de Buenos Aires en la región centro-este de la Argentina.
Esta es una especie típicamente rupícola. Habita en ambientes serranos, principalmente en grietas de rocas, pero también bajo ellas o asociada a plantas en microhábitats rocosos.